# 정상복
정상복(鄭相福)은 독자적 화풍을 가진 1세대 수채화 화가이다. 본관은 진양.

## 소개글
정상복(鄭相福, 1912년 6월 3일~1997년 8월 15일)은 대한민국의 화가이다.
현대 수채화의 영역을 넓히고 개척한 1세대 수채화 거장 중 한 명으로 평가받는 화가이다. 

## 작품세계
정상복은 어렸을 적부터 자연과 주변을 둘러싼 모든 생명체에 깊은 관심을 보였고, 유심히 관찰한 것을 그림으로 표현했다. 그때부터 그의 그림은 물의 과학으로 간주되는 수채화의 형식으로 나타났다. 정상복이 수채화의 재료에 대한 다양한 실험을 시작한 것은 환갑을 넘긴 1960년대 부터다. 이 시기에 아들 정갑주는 아버지의 예술세계를 가까이에서 항상 보아왔으며 부산 초읍에 작은 작업실을 마련하고 아버지를 모신다. 그러한 안정된 터전 위에서 정상복은 오로지 예술활동에만 집중하며 물감, 붓, 종이에 대한 연구를 지속할 수 있었던 것이다. 1969년 첫 개인전을 가진 후 그 동안의 작품들을 정리하고 또 성찰하면서 새로운 작품세계를 모색했고, 성공적이었던 개인전 후인 1970년대부터 이전의 작품세계와는 확연히 새로운 모습을 보여준다. 지금까지의 탁색과 원색의 채색에서 벗어나 투명하고 맑은 수채화의 진가를 드러내기 시작한다. 재료에 대한 진지한 관찰과 실험, 그리고 오랜 숙련의 과정을 통해 터득한 수채화적 기법을 그는 새로운 작품들을 통해 마음껏 드러냈던 것이다. 여러 색상을 일렬로 정리하여 직사광선에 놓아둔 채 변화를 관찰하기도 하고, 물의 농도에 따른 색상의 변화를 적극적으로 실험하기도 했다. 이렇듯 그는 이 시기 색의 선택, 붓의 크기, 색상의 대비 등에서 과감한 변화를 시도하며 자신만의 특별한 화풍을 만들어갔다. 
1980년대에는 한국의 산하가 주된 소재가 되며 어느 때 보다 열심히 밖으로 나가 자연을 관조하게 되는데 주로 해인사, 금오산, 해금강, 금강산 등 우리의 산하를 자신의 독창적인 방법으로 표현한다.  

## 작가연보

### 출생
1912, 대한민국 경상남도에서 태어남

### 학력
1931, 경상남도 공립사범학교 특과 졸업,
가사하라 미쓰다로와 야마다 테쓰오 미술교사의 지도를 받음

### 경력, 전시
1931, 통영보통학교 교사로 부임,  
화가 김용주, 전혁림 등과 교류하면서 회화작업에 몰입함
1935, 조선미술전람회에서 작품 ‘포구풍경’이 입선함,  
1935-1937, 일본 동경을 내왕하며 화가인 고지마 젠자부로, 야마구치 다케오, 스즈키 쓰기오 등과 교류함 
1937-1946, 결핵으로 투병
1941, 일본 후쿠오카 쓰야자키 요양소에 입원해 요양
1946, 국립마산요양소 강당에서 환자들을 위해 문신, 임호, 이준과 함께 ‘마산미술대전’ 개최 주도
1947-1950, 통영중학교, 통영여자중학교 미술교사로 부임
화가 류치환, 이영도, 이중섭, 김환기, 강창원 등과 교류함
1955, 고향 앞바다에서 국내 최초로 굴 양식사업을 시작
1962, 굴을 외국에 수출하여 그 공로로 국가로부터 식산포상을 받음
1962, 경상남도 교육위원으로 활동
1969, 마산 한성다방에서 ‘전원’외 36점의 수채화를 출품해 첫 개인전을 열었음
1978, 제1회 경상남도 미술대전의 초대작가로 초대됨
1979, 부산수채화협회 고문으로 추대
1983, 장남 정갑주와 함께 유럽여행을 하며 스케치함
1983, 한국수채화협회 부산 전에 출품
1983, 일본 이기회전 초대
1983, 한, 중, 일 교류전 출품
1983, 한국 수채화협회 파리전에 출품
1984, 문예진흥원에서 개최된 한국의 수채화전에 초대
1986, 개인 화집 발간을 기념, 서울 롯데갤러리에서 기념 전시
1988, 부산타워화랑에서 초대전을 개최
1989, 마산동서화랑에서 초대전을 개최
1990, 부산수채화 갤러리 개관을 기념하여 초대전 개최
1990, 부산문화회관에서 개최된 국립현대미술관 특별순회전에 초대
1992, 국립현대미술관 주최 원로작가 회화전 출품
1993, 경남미술협회로부터 그간의 창작활동을 평가 받아 ‘경남미술인상’을 수상 
1997, 노환으로 작고, 묘비석에 변지섭선생이 추모글 씀, 
동서화랑에서 경남작고 작가 7인 추모전 개최 
2001, 박생광, 문신, 강신석, 정상복, 이상갑, 최운, 유택렬 등의 유작 출품
2004, 경남도립미술관 개관 전 ‘경남미술의 어제와 오늘’ 전에 초대
2005, 아들 정갑주가 고구려연구재단에 ‘아 고구려’ 작품 기증
2008, 경남도립미술관의 기획전시 ‘세대공감 – 이어지는 예술혼’ 전에 초대
2011, 정상복 탄생 100주년을 기념하여 유작전시를 경남도립미술관의 기획, ‘자연을 관통한 순수’ 전시 개최
2014, KNB 아트 갤러리에서 ‘정상복 회고전’ 개최
2018, 부산시립미술관 개관 20주년 기념 ‘부산 미술의 재발견’ 초대 

### 주요 작품

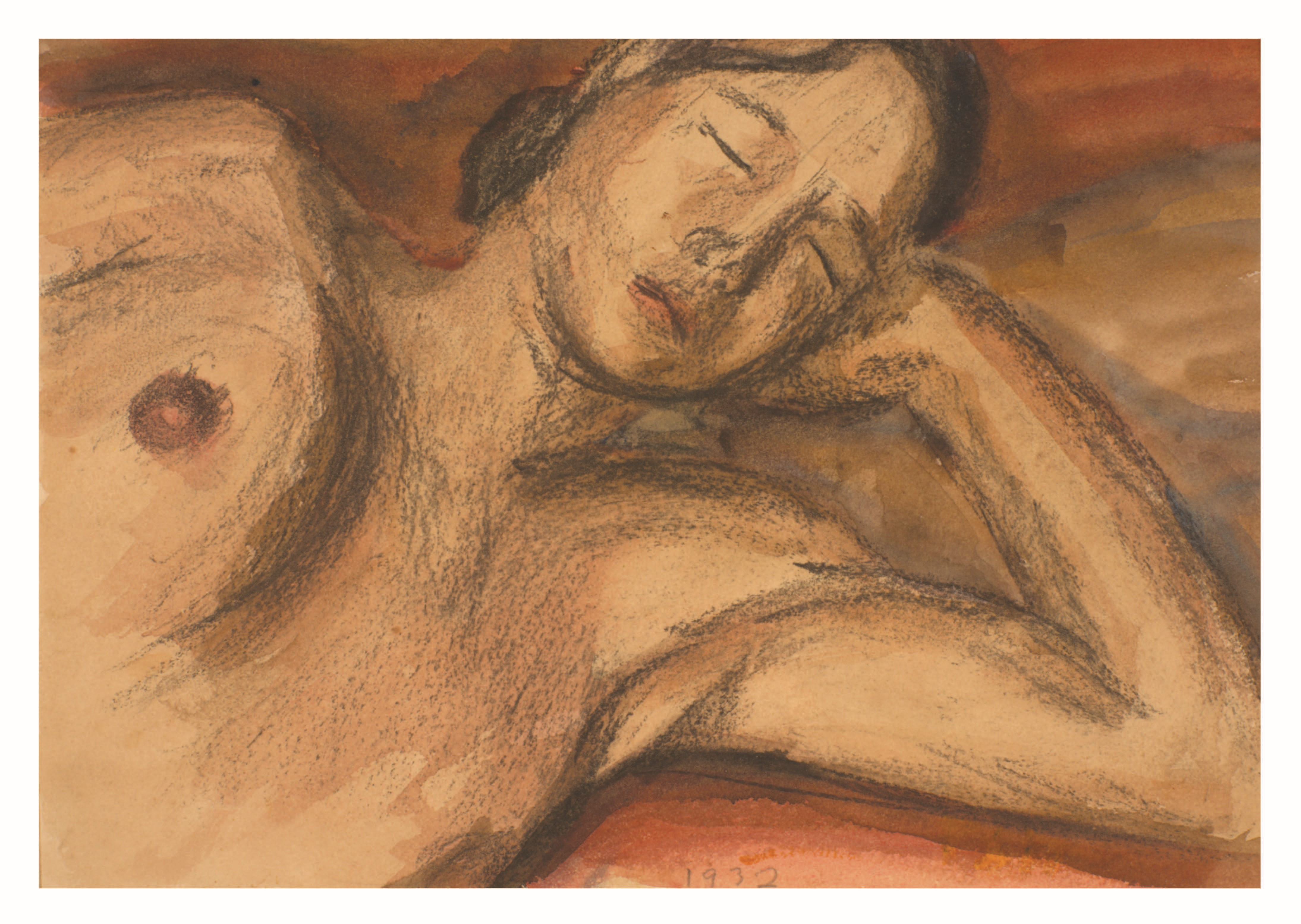
정상복 - 여인, 1932

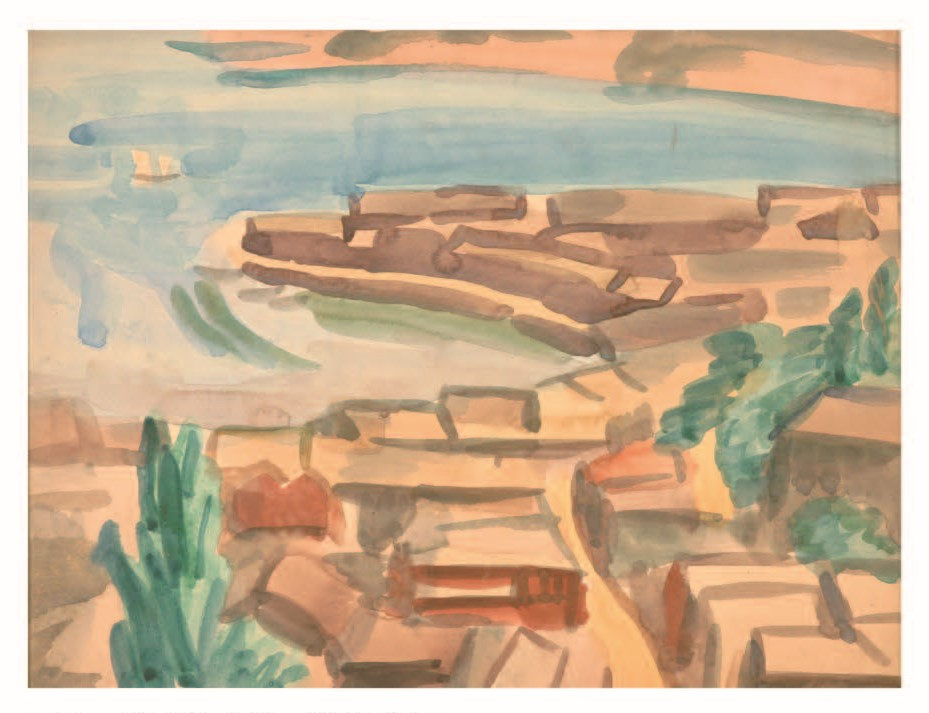
정상복 - 포구, 1930년대

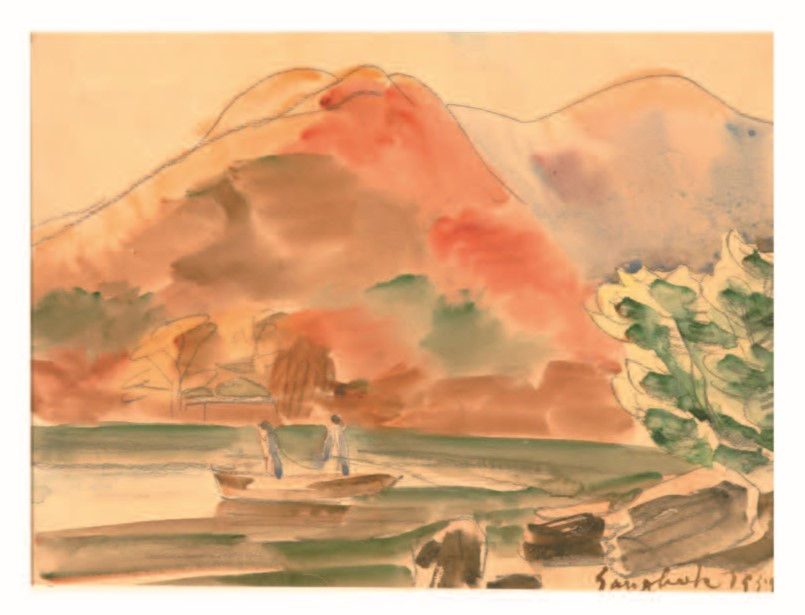
정상복 - 고향, 1959

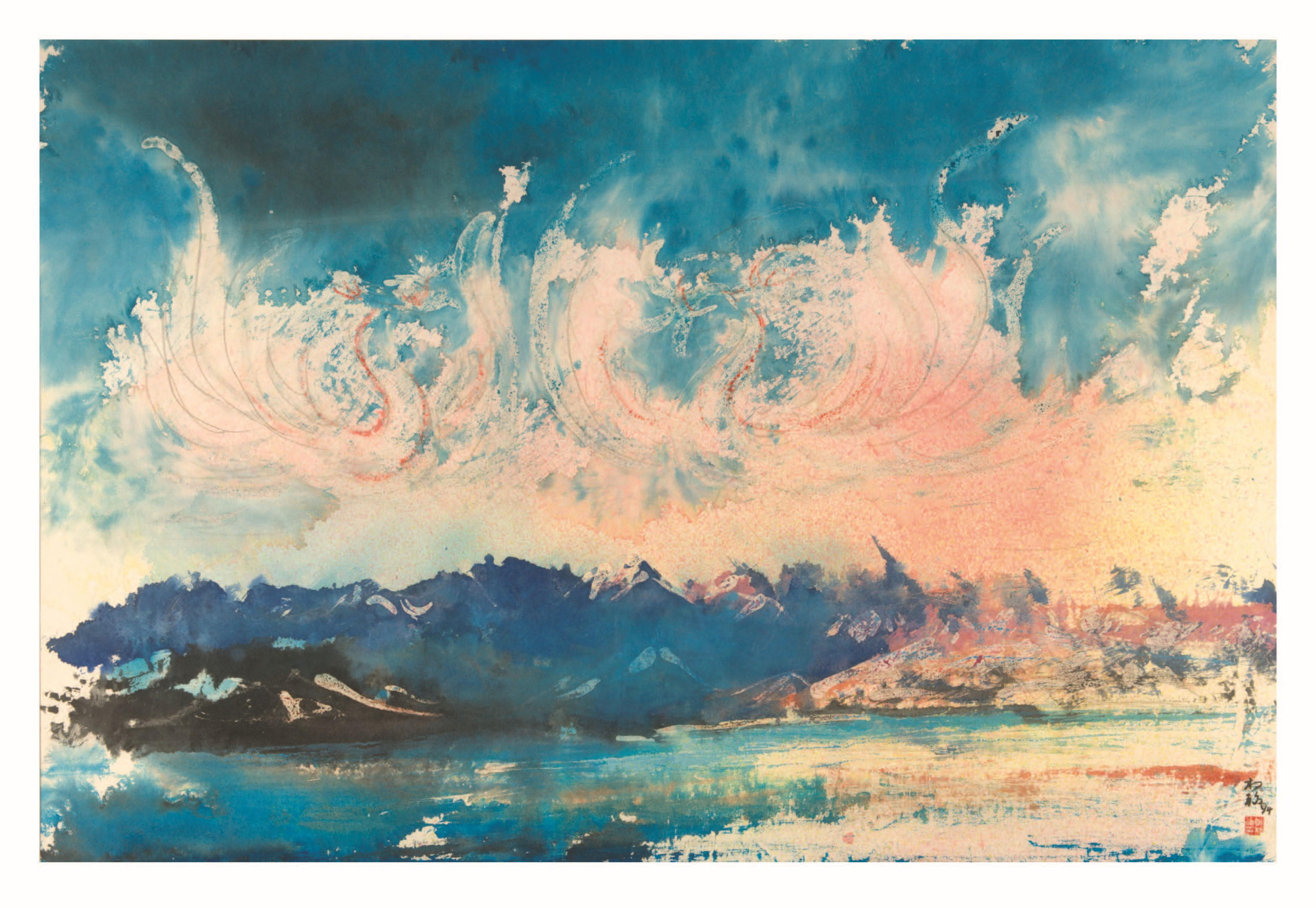
정상복 - 아 고구려 주작, 1994

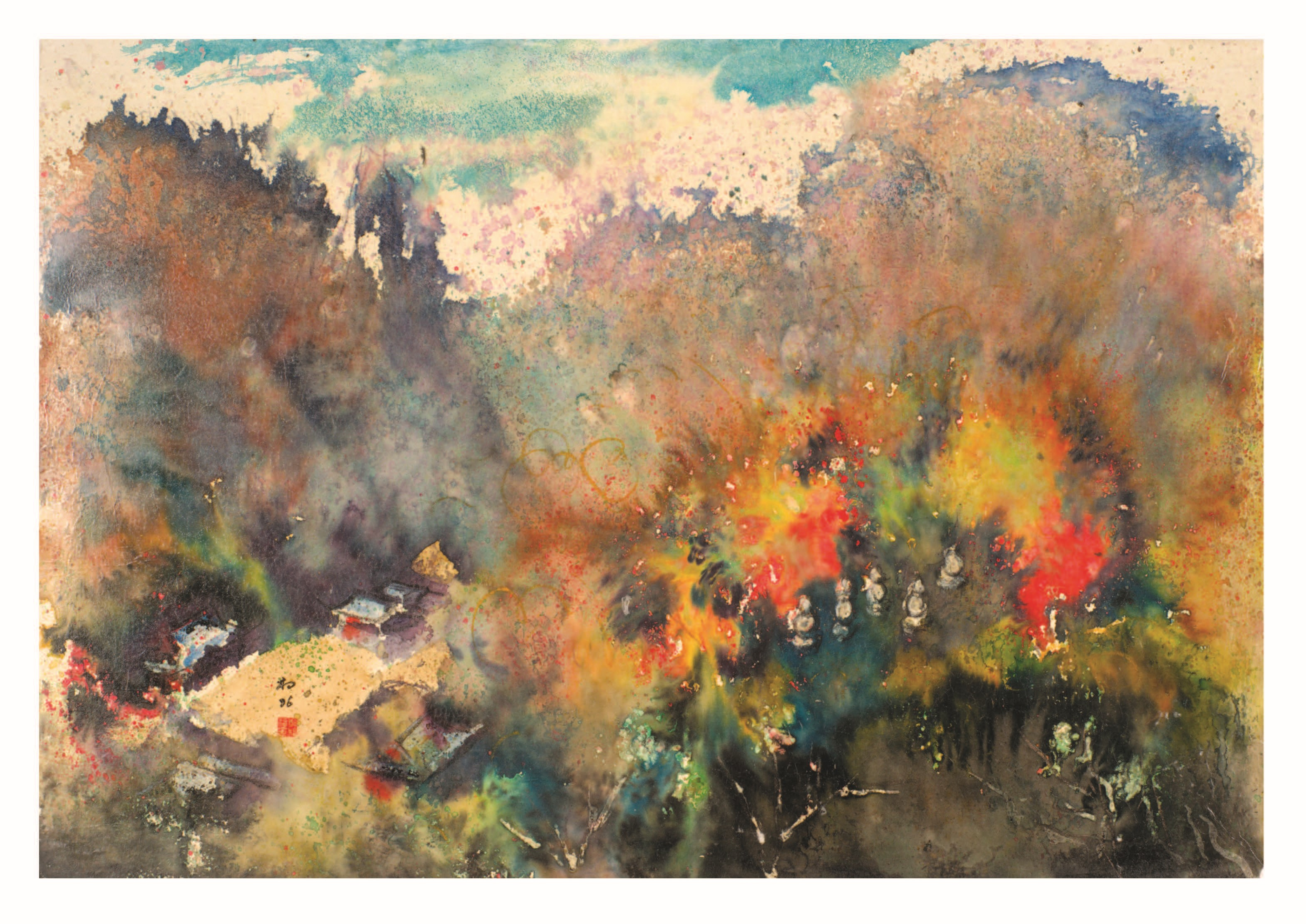
정상복 - 해인사, 1996

## PERSONAL HISTORY

### Born
1912,  Gyeongnam, Korea

### Education
1931, Jinju Normal School, Special Diploma
Taught under art teachers Mr. Kasakara Mazdaro, Mr. Yamada Tezuo. 

### Career and Exhibitions
1931, Tong Young Primary School, Teacher
Associated with Artists Kim Yong Joo and Chun Hyuk LIm.
1935,  Selected by Korea National Exhibition
1935-7, Visited to Tokyo, Japan, Friendship with artists Gojima Zensaburo, Suzuki Tsgio, Yamaguchi Detzuo
1937-46, Suffered from tuberculosis of lungs for 10 years. 
1941, Recuperated at Tsuyazaki Sanatorium, Fukuoka, Japan
1946, Completely recovered after hospital treatment of National Masan Sanatorium
1946, Held group exhibition with Moon Shin, Lim Ho, Lee Lim
1947, Tong Young High School, Art Teacher,  
1950, Tong Young Girl’s Middle School, Art Teacher.  
Associated with Artists Ryu Chi-Hwan, Lee Young-Do, Lee Choong-Sup, Kim Hwan-Ki, Kang Chang-Won. 
1955, The first man of Korea as an oysterculturist, Created vertical oyster bed at Jinhae bay 
1962, Received a National medal prize of higher productivity
1962, GyeongNam regional member of board of education. 
1969, Solo Exhibition of Watercolor, Masan
1978, Invitational Exhibition of Gyeong Nam Do Art Show
1979, Advisor of Busan Watercolorist Association
1983, Visited to Europe
1983,  Invitational Exhibition of Second Members of Japan(LiKi Group)
1983, Exchange Exhibition of Korea, China, Japan 
1983, Paris Exhibition of Korea Watercolor Association
1983, Invitational Exhibition of Busan Art Festival
1984, Invitational Exhibition of Korea Watercolor, The House of Culture and Art Development
1986, Celebrating Exhibition of The Published the Collection of Chung Sang-Bok: His Works and Artistic World, Lotte Art Gallery
1988, Invitational Exhibition of Pusan Tower Art Gallery
1989, Invitational Exhibition of Masan Dongseo Gallery 
1990, Invitational Exhibition of Pusan Watercolor Gallery
1990, Roving Exhibition of The National Museum of Modern Art, Busan Cultural Center
1992, Exhibition of  Senior Artists’ , The National Museum of Modern Art
1993, Received a Kyung Nam Artist prize of Gyeong Nam Art Museum Association
1997, Passed away of old age, On the tombstone, Byun Jiseob(a man of national merit) wrote a memorial letter
2001, Retrospective Exhibition of Seven Late Artists in Kyung Nam, Masan Dongseo Gallery
Seven Late Artists : First generation of Korean Artists Park Sang-Gwang, Moon Sin, Kang Sin-Seok, Jeong Sang-Bok, Lee Sang-Gap,         
Choi Woon, Yoo Taek-ryul     
2004, Exhibition of ‘Kyung Nam Art’s Yesterday and Today’, Gyeong Nam Art Museum 
2005, His son Jeong Gap-Ju donated ‘Oh Goguryeo’ to the Goguryeo Reasearch Foundation 
2008, Exhibition of ‘Generation Sympathy – Countinuing Artistic Soul’ , Gyeong Nam Art Museum
2011, Celebrating Exhibition of 100th anniversary of the birth of Chung Sang-Bok
2014, Retrospective Exhibition of KNB Art Gallery
2018, Invitational Exhibition of 20th anniversary ‘Rediscovery of Busan Art’, Busan Museum of Art
Sources from Gyeongnam Art Museum.

#### 성장기와 그림에의 입문
정상복은 1912년 창원시 마산합포구 진전면 시락리 87번지 소포마을에서 태어났다. 아버지 정태은은 농부였고, 마을이장을 지냈다. 어렸을 적 마당에 작대기로 그린 새와 나무를 보고 "니 그림 참 잘 그린다"라는 할머니와 어머니의 칭찬 한 마디에 그림을 그리기 시작했다.
어린 시절 마을 서당에 나가 통감(通鑑), 소학(小學) 등을 배웠고, 15세 되던 해에 진전면의 면소재지인 오서리 경행재에 권오봉 선생이 세운 경행학교 3학년에 편입하여 신학문을 배웠다. 이후 17세 때 진동 심산소학교(현 진동초등학교) 고등과에 적을 두고 1년간 수학했다.
본격적으로 그림에 입문한 때는 1929년 경상남도 공립사범학교(현 진주교육대학교)에 입학한 뒤 부터다. 동경미술학교 출신 미술교사들의 지도를 받아 근대회화의 기초를 배웠다.
1931년 사범학교 특과를 졸업하고 통영공립보통학교(현 통영초등학교) 교사로 부임한 뒤부터 본격적으로 수채화 작업에 몰두했다. 당시 통영공립보통학교는 세병관 건물을 교실로 사용했다. 정상복의 초기작품들인 <야외수업>, <미술시간> 등의 작품들은 이 무렵 교직생활의 일상을 토대로 창작된 것들이다.
일제 강점기 시대의 많은 교사들이 일본에서 파견되거나 일본으로 유학을 다녀온 사람들이었는데, 정상복은 그 당시 유일하게 국내에서 공부를 하고 그림을 배운 인재였을 뿐 아니라 한국어로 학생들을 가르친 교사였다. 통영공립보통학교 졸업생인 박삼성의 회고에 따르면 타 교사들이 학생들을 일본말과 매로 다스린 반면, 정상복은 우리말과 낭만과 평화로 다스려 급우들이 항상 즐겁고 활기가 넘쳤을 뿐 아니라 다른 반보다 학급성적도 좋았다고 했다. 당시는 정상복이 수채화를 통해 자신만의 예술세계를 확립시켜 가는데 있어 가장 중요했던 시기였다. 특히 통영에 거주하던 김용주, 전혁림, 윤이상 등과의 교류는 예술가로서의 삶을 꽃피울 수 있게 만들어준 자양분이 되었다.
학기 중에는 학생들과 야외 스케치를 하며 그림을 지도하고, 방학이 되면 일본 동경을 오가면서 여러 작가들과 사귀며 세계미술사조에 대한 견문을 넓혔다. 그의 작품 <포구 풍경>은 1935년 개최된 조선미술전람회(朝鮮美術展覽會)에 입선하기도 했다. 이 작품은 정상복이 직접 출품한 것이 아니라 지인 김기원에게 선물한 작품이었는데, 작가의 의사와 무관하게 선전(鮮展)에 접수된 것이었다.

#### 결핵으로 인한 투병기
1937년부터 이후 10년간의 세월은 삶과 죽음의 경계선에서 투병하던 시기였다. 정상복은 26세 청년의 나이에 그 당시로서는 난치병이었던 결핵에 걸려 교직을 청산하고 고향으로 돌아와 투병생활을 시작했다. 이 무렵에 소포마을에서 창작된 것으로 추정되는 작품 <고향>과 <해안선>이 남아있으나 그의 미술 인생 전반으로 볼 때 이 시기의 작품들은 매우 드물다. 투병생활의 어려움으로 인해 그림에 몰두하기도 어려웠겠지만, 그의 아버지는 고향에 돌아온 아들이 결핵으로 앓아눕자 ‘환쟁이 귀신이 붙었다’고 하여 아들의 그림을 모두 소각해 버렸다고 하는데 여기에서 기인한 까닭으로 짐작된다.
고향에서 보낸 정상복의 투병생활은 1950년대 우리나라에서 수하식 굴양식을 최초로 시도하여 성공한 수산인으로서의 특별한 업적을 이루었다.
그는 1940년경 후쿠오카 결핵요양원에 입원해 2년간 치료를 받았지만 특별한 차도가 없어 귀국하기도 했다. 결핵은 앞날을 기약하기 어려운 병이었지만 그의 예술적 의지마저 꺽을 수는 없었다. 광복 후 가포결핵요양소에 입원해 투병생활을 하는 와중에도 화가로서의 창작의지를 불태우며 지역화단을 이끌어 나가던 이준, 이림, 이모, 최운, 문신 등 여러 작가들과 교류하면서 미술에 대한 열정을 되살렸다. 그리고 당시 고향 선배인 시인 권환과 만나 서로 위안을 주고받았다.
병마에 맞선 치열한 예술혼의 결과로 1946년 국립마산요양소 강당에서 환자들을 위해 문신, 임호, 이준과 함께 ‘마산미술대전’을 개최했다. 이 전시는 광복 이후에 향토미술인들이 꾸민 첫 전시회로서 지역 미술사의 발전에 디딤돌을 놓은 것이었다. 1947년 7월에는 정상복의 주선과 국립마산요양원장의 요청으로 당시 마산백화점(창동)에서 개최됐던 대규모 전시인 제1회 미술전람회를 국립마산요양소 강당에서 1주일간 이동 전시하기도 했다. 그는 난치병에 의한 투병생활 중에도 경남 도민들과 더욱 끈끈한 예술적 소통을 추진했던 실천가였던 것이다.

#### 통영에서 다시 미술교사로 활동하던 시기
1947년 마침내 정상복은 병이 완쾌되어 통영중학교 미술교사로 복직했고 이후 7년간 통영중학교와 통영여자중학교에서 교직생활을 이어갔다. 그리고 마치 선물과 같이 딸 정매리, 장남 정갑주, 인규에 이어미아, 미아, 영호가 태어나면서 슬하에 3남 2녀를 거느린 가장이 되었다. 11년이라는 기나긴 투병생활의 끝과 함께 찾아온 딸 매리를 두고, 그는 “참 죽었던 사람한테 꽃이 피었다”고 이야기하며 좋아했다고 한다. 또한 그의 아들 정갑주는 아버지의 예술혼을 이어받아 화가로도 활동하며 여러 수채화 작품을 남기기도 했다.
이 시기 정상복은 한국전쟁으로 통영(충무)에 피난 온 김환기, 이중섭, 강창원, 강신석 등과 교류하면서 자신의 작품세계에 깊이를 더해갔다. 1940년대 후반과 1950년대 전반에 이르는 시기에 창작된 작품들은 주로 정물화와 인물화였다. 정물은 복숭아와 사과, 포도 등의 과일을 대상으로 삼아 수채화의 실험적 깊이를 더해갔고, 인물화는 아버지를 비롯하여 두 딸을 그린 것이 대표적인데 연필 소묘와 파스텔 등의 새로운 화구를 활용했다.

#### 고향 소포마을에서 지내던 시기
통영에서의 교직생활을 그만두고 다시 고향으로 돌아온 그는 다양한 실험을 통해 수채화의 기법에 자신만의 독특한 경지를 개척하며 예술혼을 불태웠다. 그의 작품들 중에 고향과 고향바다를 대상으로 그린 작품들의 대부분은 이 시기에 창작된 것이다. 자연의 순수함을 드러내는 농촌마을의 전원적 풍격과 나무들, 호수같이 잔잔한 바다와 나룻배와 저녁노을, 반농반어의 생업으로 고단한 삶을 꾸리던 고향사람들, 그리고 홍합과 물고기 같은 바다의 생명들이 사실적으로 표현되며 물빛 위에서 아른아른 빛난다. 이는 이 무렵 고향바다를 무대로 수산양식인으로서 새로운 실험과 의지를 불태우던 일상들과 다르지 않은 풍경이다.
정상복은 통영에서의 교직생활을 청산하고 고향으로 돌아온 1950년대 중반 화가로서의 열정을 불태우는 한편으로 고향 진전면 창포만에서 선구적인 수산양식인으로서의 새로운 삶을 개척했다. 진주 사범학교 동기였던 이계순 경남지사의 권유를 받고 1955년 2월 7일 굴양식 어업면허를 획득해 국내 최초로 굴(石花) 양식 사업을 시작했다. 이후 다양한 실험과 연구 끝에 정상복은 우리나라 수산업 발달사에 있어 최초로 굴과 홍합을 수하식 양식법으로 전환시켜 생산성을 높이고 소득중대에 기여한 선구자가 되었다.
자연에서 자라는 굴은 성장하는 속도가 느리고 면적도 적으므로 채취량이 많지 않다. 그는 어떻게 하면 많은 사람들이 골고루 나눠먹을 수 있을 만큼의 충분한 굴을 생산할 수 있을까를 고민했다. 이전까지의 굴 양식법은 주로 송지식(松枝式)이나 투석식(投石式)이었는데, 금방 썩거나 가라앉는 등 오래 지속되지 않는다는 문제가 있었다.
당시 일본에서 시행하던 수하식 양식법에 대한 책을 구해 탐독하고 시락리 소포마을 앞바다에서 실험하기 시작했다. wnwaj에서 술병으로 쓰고 버린 사기단지를 이용해 보기도 하고, 드럼통을 엮어보기도 하는 등 끊임없이 다양한 방법을 시도했다. 이렇게 조금씩 커 가다가 종국에는 유리알을 박은 대나무 뗏목을 만들어 수하하는 방식으로 굴을 양식하는 데 성공할 수 있었다.
또한 정상복은 여름, 겨울 방학 때마다 29명의 제자들을 데리고 찾아왔던 서울대 최기철(崔基哲) 교수와 플랑크톤 이동경로 등의 조사 연구를 5년 동안 함께 진행하기도 했다. 이렇게 해서 그가 굴 사업을 추진한 소포마을과 거제도 및 통영 일대 20여 군데를 시작으로 경남도 전체에 굴 수하식 양식이 퍼지게 되었다. 생산된 굴은 미국으로 수출되어 외화를 벌여들었고 이런 공로로 1962년 식산포장(殖産褒章)을 받을 만큼 굴 양식업은 호황을 이루었다. 하지만 정상복은 이재(理財)에는 밝지 않아 큰 빚을 남기고 굴 양식업을 접었다.
1960년대 중반부터 다시 화단으로 돌아온 그는 본격적으로 창작활동에 매진했다. 부일미술대전 전국공모전에 출품하기도 하고, 마산 예인화랑의 전시회에 참여하며 예술활동의 장과 지역 작가들의 교류를 넓혀 나갔다. 그리고 1969년 마침내 수채화 작품 <전원>을 비롯해 그동안 제작했던 작품 36점을 모아 마산 한성다방에서 첫 개인전을 열며 자신의 고유한 작품세계를 드러내었다.

#### 부산에서의 활동기
1977년은 화가 정상복의 작품 활동에 있어 특별한 변화의 계기가 마련되었던 시기였다. 당시에 아들 정갑주가 아버지의 작품 활동을 지원하기 위해 부산 초읍에 작업실을 마련해주었다. 이후로 그는 이 작업실을 중심 공간으로 삼아 부산에서 거주하며 부산 일대와 낙동강 일대의 풍경을 수채화로 담아내기 시작했다. 또 부산의 청년 작가였던 조규철의 권유로 부산수채화협회 고문으로 추대되었고, 이를 계기로 부산수채화협회전에 참여하는 등 활발한 활동을 이어나갔다. 또 달리는 아들 정갑주와 함께 유럽을 여행하며 스케치 작업을 진행했고, 한중일 교류전과 한국수채화협회 파리전 등 국제 교류전 활동을 펼치며 해외의 예술가들과도 적극적으로 교류했다.
오랜 침묵을 깨고 드러내기 시작한 이 시기 창작의 결과물들은 특별한 화풍과 독창성으로 화단의 각별한 관심을 모았다. 그의 작품 세계는 수묵담채화의 발묵기법을 서양식 수채화에 적용한 자신만의 고유한 화풍을 한지 위에서 더욱 심화시켰고, 비구상적 표현을 통해 신비하고 몽환적인 산수의 세계를 표현했다. 그런 창작의 결실들을 모아 1986년 서울 롯데 화랑에서 두 번째 개인전을 펼쳤으며, 1986년 당시에는 쉽게 발간하기 어려웠던 원색화집을 500부 한정판으로 간행했다. 이로써 자신의 독자적 화풍을 당당하고도 분명하게 드러낸 셈이다.
그리고 1989년에는 창원시 마산 동서화랑에서 정상복 수채화 초대전을 열었다. 또한 말년에 이르러서는 <아! 고구려-주작> 등 일련의 작품들에서 역사적이고 신화적인 상상력을 한껏 드러내며 예술혼을 불태웠다. 다양한 전시회에 초대작가로서 초청되고 경남미술인 상을 받는 등 그간의 창작활동을 높게 평가받았다. 그러다 1997년 85세 되던 해에 노환으로 생을 마쳤고 김해 생림면에 있는 기독교 공원묘지에 안장되었다.
정상복은 경남 현대미술의 디딤돌을 놓고 빛나게 밝힌 제1세대의 화가이다. 그는 동양의 전통적 수묵화를 서양의 수채화로 재해석하여 자신만의 독특하고 아름다운 화풍으로 현대 수채화의 영역을 넓히고 개척했던 화가이다.  